# Grete Adrian
Grete Adrian (* um 1610 in Meiste (jetzt Rüthen); † 1655 in Rüthen) war ein Opfer der frühneuzeitlichen Hexenverfolgung in Rüthen.

## Hexenprozess
Die wohlhabende Bäuerin Grete Adrian war verwitwet und hatte erneut geheiratet. Sie hatte mehrere Kinder. Am 3. Juni 1655 wurde sie von Bürgermeister und Rat der Stadt Rüthen wegen des Verdachtes des Lasters der Zauberei vorgeladen. Folgende Beschuldigungen wurden erhoben:
1. Vor 18 Jahren soll sie ihrem Mann und dem Zeugen Johann Losse Milch aus einem Krug gegeben haben. Darin sei ein buntes Tier gewesen, groß wie ein Maulwurf. Sie habe das in die Milch gezaubert.
2. Vor sieben Jahren im Dreißigjährigen Krieg sei das Pferd eines Nachbarn gestorben. Sie hätte gesagt, sie hätte nachts den Todeskampf des Pferdes gehört. Sie wurde verdächtigt, sie hätte sich in einen Werwolf verwandelt und das Pferd getötet. Außerdem habe sie sich nicht verteidigt, als ihr die Schuld gegeben wurde.
3. Vor vier Jahren habe der Zeuge von ihr Milch vorgesetzt bekommen und ärgste Herzbeschwerden bekommen.
4. Zu ihrem Reichtum sagen Zeugen: Was sie heute vom Speck abschneide, sei morgen wieder ergänzt. Der Dorfschäfer habe erzählt, sie habe den Teufel auf der Diele zwischen den Speckseiten sitzen sehen in Gestalt eines schwarzen Hundes oder einer großen Katze.
5. Vor vielen Jahren sei ihre Mutter als Hexe verdächtigt worden. Auch Schwestern und Brüder der Grete seien als Hexen verbrannt worden. Das wären Hinweise, dass der Teufel in der Familie leichtes Spiel habe.

Grete Adrian bestritt alle Vorwürfe. Am 14. Juni beschloss der kurfürstliche Richter die Folter. Sie wurde in das Gefängnis im Hachtor geführt. Man zeigte ihr die Folterinstrumente.  Unter schwerster Folter bekannte sie schließlich Teufelspakt, Teufelsbuhlschaft, Hexensabbat, Schadenzauber. Am 16. Juni wurde die Urgicht (Geständnis) vor den Richtern verlesen. Grete Adrian bat die beiden Bürgermeister, sich um ihre Kinder zu kümmern, denen sie jeweils 100 Reichstaler vermachte. Dann bat sie um schnelle Hinrichtung. Nach dem letzten Verhör am 5. Juli wurde der Pastor gerufen, um ihr die Sakramente zu spenden. Auf dem Marktplatz gestand sie in aller Öffentlichkeit ihre Schuld. Der Magistrat fällte das Urteil. Der Stab wurde über sie gebrochen. Die Menge geleitete sie zur Gerichtsstätte im Mildental, wo sie geköpft und dann verbrannt wurde. Der Gerichtsschreiber schloss mit den Worten: „Wolle ihrer sehlen Gott genadigh seyn.“

## Rehabilitation
Am 31. März 2011 entschied die Stadtvertretung Rüthen über eine sozialethische Rehabilitation der im Bereich der heutigen Stadt Rüthen während des 16. und 17. Jahrhunderts im Rahmen der Hexenverfolgungen unschuldig verurteilten und hingerichteten Personen, darunter auch Grete Adrian.